# Ericameria
Ericameria là một chi thực vật có hoa trong họ Cúc (Asteraceae).

## Loài
Chi Ericameria gồm các loài: